# Paracygnopterus scotti
Paracygnopterus scotti — вид викопних гусеподібних птахів родини Качкові (Anatidae). Скам'янілі рештки знайдені в олігоценових відкладах провінції Брабант у Бельгії.